# Rudolf Alter
Rudolf Alter, plným jménem Rudolf Alter von Waltrecht (21. října 1839 Kutná Hora – 15. října 1917 Baden), byl rakouský a český právník a politik německé národnosti, v 2. polovině 19. století poslanec Českého zemského sněmu a Říšské rady.

## Biografie
Profesí byl právník a politik. Byl synem úředníka. Vystudoval práva na Karlo-Ferdinandově univerzitě v Praze. Působil pak jako advokát.
V 70. letech 19. století se zapojil i do zemské a celostátní politiky. V zemských volbách v roce 1872 byl zvolen na Český zemský sněm za kurii venkovských obcí (obvod Dubá – Štětí). Mandát obhájil za tentýž obvod i zemských volbách v roce 1878. Na sněmu se snažil překlenout rozpory mezi německou a českou politickou reprezentací. Zasedal také v Říšské radě (celostátní zákonodárný sbor), kam byl zvolen ve volbách do Říšské rady roku 1879 za městskou kurii (obvod Praha-Malá Strana).
Stranicky se profiloval jako německý liberál (takzvaná Ústavní strana, liberálně a centralisticky orientovaná, odmítající federalistické aspirace neněmeckých etnik). Na Říšské radě se v říjnu 1879 uvádí jako člen staroněmeckého Klubu liberálů (Club der Liberalen).
Poté, co k nastoupila vláda Eduarda Taaffeho, se stáhl z politiky. V roce 1876 se stal dvorním radou, později předsedou soudního senátu a v letech 1907–1912 druhým prezidentem Správního soudního dvora.